# Besson
Besson er en etableret producent af messingblæseinstrumenter. Det ejes af Buffet Crampon, som købte Besson i 2006 fra The Music Group.
Virksomheden blev etableret i 1837 af Gustave Auguste Besson, som i en alder af 18 år producerede et revolutionerende design af en kornet, som var alle de daværende modeller overlegen. Hans produkter fik hurtigt et meget godt ry i Europa. I 1857 flyttede han til England, hvor han byggede en stor fabrik i London, hvorfra hans instrumenter fik sit indtog på det engelske marked og hvorfra han eksporterede til mange andre lande, herunder USA.
Det nuværende firma producerer kornetter, althorn, euphoniummer, tubaer, valdhorn og baritoner. I årenes løb har Besson også produceret en række andre instrumenter, herunder kæmpestor 'tredobbelt' B♭ tuba og et euphonium med fem ventiler.

## Guitarer
Besson producerede guitarer i 1950'erne. De blev mærket som Besson Aristone. Disse guitarer blev importeret og ofte ommærket. Mange af dem blev lavet af Framus. Der var også en model lavet af Framus i Besson-navnet, som var det designet af jazzguitaristen Jack Durante.